# دولاب (خدابنده)
دولاب (خدابنده)، روستایی از توابع بخش محمود آباد شهرستان خدابنده در استان زنجان ایران است.

## جمعیت
این روستا در دهستان خرارود قرار دارد و براساس سرشماری مرکز آمار ایران در سال ۱۳۸۵، جمعیت آن ۱۱۷ نفر (۱۹خانوار) بوده‌است.